# Тесля Юрій Миколайович
Тесля Юрій Миколайович — український вчений, практик, програміст, менеджер і письменник. З 2022 року технічний директор центру великих даних  компанії Baosteel Engineering Technology Group Co., Ltd. найбільшої металургійної корпорації світу BAOWU (КНР), доктор технічних наук, професор, лауреат Державної премії України у галузі науки і техніки (2009), професійний проєктний менеджмент рівня «А» Міжнародної асоціації управління проєктами (IPMA) (2012). Член Національної спілки письменників України (2023). Автор не визнаної в Україні псевдонаукової «теорії несилової взаємодії». Яка, тим не менше, опублікована в рецензованих вітчизняних і іноземних наукових журналах, в тому числі й тих, що входять до наукометричної бази Skopus .

## Життєпис
У 1980 році Юрій Тесля закінчив Київський інженерно-будівельний інститут за спеціальністю «Автоматизовані системи управління» з червоним дипломом. З 1-го курсу увійшов до групи під керівництвом доцента кафедри АСУ С. Д. Бушуєва з розробки автоматизованої системи управління КНУБА. У 1977 р. взяв участь у Всесоюзній студентській конференції в Ризі.В 1979 році став переможцем Республіканської студентської олімпіади з кібернетики (АСУ) та переміг у Всесоюзному конкурсі студентських наукових робіт.
Життєвий шлях був багатогранним. Спочатку як програміст займався розробкою автоматизованої системи управління будівництвом Південно-Української АЕС. Потім, як вчений, ввів в науку поняття матричних інформаційних технологій – захистив кандидатську і докторські дисертації з спеціальності 05.13.06 – інформаційні технології. В 1994-1995 роках пройшов підготовку в Інституті Економічного Розвитку США з проєктного менеджменту. Як практик керував більш ніж 10 масштабними Національними і корпоративними проєктами. Як поет видав три збірки віршів. Був прийнятий в Національну спілку письменників України.

### Посади
Після закінчення інституту працював інженером в обчислювальному центрі Черкаської філії Київського політехнічного інституту (нині ЧДТУ — Черкаський державний технологічний університет). Через два роки, в збірнику «Програмоване навчання» опублікував свою першу наукову роботу[джерело?].
Заступник начальника відділу АСУ, начальник відділу АСУ, головний інженер центру інженерної підготовки будівництва Південно-Української АЕС (1983-1992 роки).
Професор кафедри управління проектами факультету електронних технологій Черкаського державного технічного університету у 1992—2003 роках. Читав курси «Економіко-математичні моделі та методи», «Управління портфелями проектів».
Професор кафедри інформаційних технологій КНУБА у 2003-2004, 2007—2012 роках.
Заступник голови Державної податкової адміністрації у м.Києві у 2004 році.
Проректор Черкаського національного університету ім.Б.Хмельницького у 2005-2006 роках.
Завідувач кафедри інформаційних технологій КНУБА у 2012—2013 роках.
Декан факультету інформаційних технологій Київського національного університету ім. Тараса Шевченка у 2013-2019 роках.
Тренер компанії «Інститут Тутковського».
Член експертної ради Міжнародного хабу природніх ресурсів TUTKOVSKY.
Проректор Національного авіаційного університету – 2019-2020 роки.
В 2021-2022 роках професор кафедри інформаційних технологій проектування Черкаського державного технологічного університету.
З 2022 року технічний директор центру великих даних компанії Baosteel Engineering Technology Group Co., Ltd. (Шанхай, Китайська Народна Республіка).

## У ЗМІ
В 2016 році був номінований у категорії «Псевдонауковець року».
У жовтні 2017 року журналісти помітили, що сторінка Теслі на сайті факультету інформаційних технологій КНУ англійською мовою містить дуже неякісний, скоріш за все машинний переклад з української. Після прибирання сторінки з сайту адміністрація опублікувала повідомлення, в якому стверджується, що переклад опублікували хакери.
У лютому 2019 року було опубліковано запис семінару Теслі в Київському національному університеті. Повний запис семінару за посиланням . 
Інтерв’ю Теслі Ю.М. в передачі «В фокусі подій» на телекомпанії «Ільдана».

## Публікації
Юрій Тесля є авторомр 3 моногафій, близько 250 наукових праць у вітчизняних та зарубіжних наукових виданнях (в тому числі 27, що входять до наукометричної бази Skopus, індекс Гірша – 6) та тез доповідей на наукових конференціях. Підготував біля 30 кандидатів і докторів наук. Керівник он-лайн школи професора Теслі.

## Нагороди
У 2009 р. нагороджений Державною премією України у галузі науки і техніки разом з сином міністра фінансів уряду Азарова Федора Ярошенка — Юрієм, заступником міністра фінансів Сергієм Рибаком, академіком НАН Олександром Алимовим та іншими.
Нагороджений медаллю «За працю та звитягу» у 2004 р.

## Судовий позов
У 2017 році Тесля подав до суду на Ірину Єгорченко, яка в 2016 році на парламентських слуханнях щодо проблем фінансування освіти і науки назвала Теслю відомим псевдонауковцем, «який невідомо чому навчає студентів». 
Після цього спрацював ефект Стрейзанд і до персони Теслі з'явився інтерес в українській медіасфері. Про Теслю випустило сюжет Телебачення Торонто.
Українське фізичне товариство прийняло заяву, в якій одностайно відзначало, що «теорія несилової взаємодії» має безумовно псевдонауковий характер, а діяльність Ю.М. Теслі із розповсюдження цієї теорії є псевдонауковою.
Печерський районний суд міста Києва у жовтні 2018 року частково задовольнив позовні вимоги Теслі (визнати недостовірною інформацію у виступі Єгорченко, що стосувалась декана КНУ). Ірина Єгорченко подала апеляційну скаргу, і 9 січня Київський апеляційний суд задовольнив її (цитата з рішення суду: «…висловлювання відповідача: - «На жаль, у нас навіть в Київському університеті декан факультету відомий псевдонауковець пан Тесля Ю.М. ну, який вчить студентів невідомо чому.», є оціночним судженням, яке не містить фактичних даних, є критикою, оцінкою дій, не згодою з діяльністю позивача. Зазначене висловлювання, не може бути витлумачене як таке, що містить фактичні дані»), у позові було відмовлено в повному обсязі.